# Fuller Warren Bridge
Le Fuller Warren Bridge est un pont routier franchissant le Saint Johns à Jacksonville, en Floride. Ce pont à poutres en béton précontraint, long de 2 286 mètres, a été ouvert en avril 2000.